# Chlamydastis
Chlamydastis is een geslacht van vlinders van de familie sikkelmotten (Oecophoridae), uit de onderfamilie Stenomatinae.

## Soorten
- C. acronitis (Busck, 1911)
- C. amblystoma (Meyrick, 1936)
- C. anamochla (Meyrick, 1929)
- C. ancalota Meyrick, 1916
- C. apoclina Meyrick, 1929
- C. argocymba Meyrick, 1926
- C. batrachopis Meyrick, 1913
- C. bifida Meyrick, 1916
- C. byssophanes Meyrick, 1926
- C. caecata Meyrick, 1916
- C. complexa Meyrick, 1916
- C. crateroptila Meyrick, 1918
- C. curviliniella Busck, 1914
- C. cystiodes Meyrick, 1916
- C. chionoptila Meyrick, 1926
- C. chionosphena Meyrick, 1931
- C. chloroloba Meyrick, 1915
- C. chlorosticta Meyrick, 1913
- C. deflexa Meyrick, 1916
- C. deflua Meyrick, 1918
- C. diorista Meyrick, 1929
- C. discors Meyrick, 1913
- C. disticha Meyrick, 1916
- C. dominicae Duckworth, 1969
- C. dryosphaera Meyrick, 1926
- C. elaeostola Meyrick, 1930
- C. epophrysta Meyrick, 1909
- C. forcipata Meyrick, 1913
- C. fragmentella Dognin, 1913
- C. funicularis Meyrick, 1926
- C. galeomorpha Meyrick, 1931
- C. gemina Zeller, 1855
- C. hesmarcha Meyrick, 1931
- C. ichthyodes Meyrick, 1926
- C. illita Meyrick, 1926
- C. inscitum Busck, 1911
- C. inspectrix Meyrick, 1916
- C. lactis (Busck, 1911)
- C. leptobelisca Meyrick, 1929
- C. leucoplasta Meyrick, 1926
- C. leucoptila Meyrick, 1918
- C. lichenias Meyrick, 1916
- C. lithograpta Meyrick, 1913
- C. melanometra Meyrick, 1926
- C. melanonca Meyrick, 1915

- C. mendoron Busck, 1911
- C. metacymba Meyrick, 1916
- C. metacystis Meyrick, 1918
- C. metamochla Meyrick, 1931
- C. mochlopa Meyrick, 1915
- C. molinella Stoll, 1781
- C. monastra Meyrick, 1909
- C. morbida Zeller, 1877
- C. mysticopis Meyrick, 1926
- C. nestes Busck, 1911
- C. niphochlaena Meyrick, 1926
- C. noverca Meyrick, 1916
- C. obnupta Meyrick, 1916
- C. ommatopa Meyrick, 1926
- C. ophiopa Meyrick, 1916
- C. orion Busck, 1920
- C. oxyplaca Meyrick, 1929
- C. paradromis Meyrick, 1915
- C. perducta Meyrick, 1916
- C. phasmatopa (Meyrick, 1910)
- C. phytoptera Busck, 1914
- C. platyspora Meyrick, 1932
- C. plocogramma Meyrick, 1915
- C. poliopa Meyrick, 1916
- C. ponderata Meyrick, 1916
- C. praenubila Meyrick, 1926
- C. prasoleuca Meyrick, 1916
- C. prudentula Meyrick, 1926
- C. ptilopa Meyrick, 1913
- C. rhomaeopa Meyrick, 1931
- C. rufispinis Meyrick, 1932
- C. scutellata Meyrick, 1916
- C. smodicopa Meyrick, 1915
- C. stagnicolor Meyrick, 1926
- C. steloglypta Meyrick, 1931
- C. strabonia Meyrick, 1931
- C. synedra Meyrick, 1916
- C. trastices Busck, 1911
- C. tritypa Meyrick, 1909
- C. trizeucta Meyrick, 1930
- C. truncatula Meyrick, 1913
- C. tryphon Busck, 1920
- C. ungulifera Meyrick, 1929
- C. vividella Busck, 1914
- C. xylinaspis Meyrick, 1915